# Промисловий пил гірничих підприємств

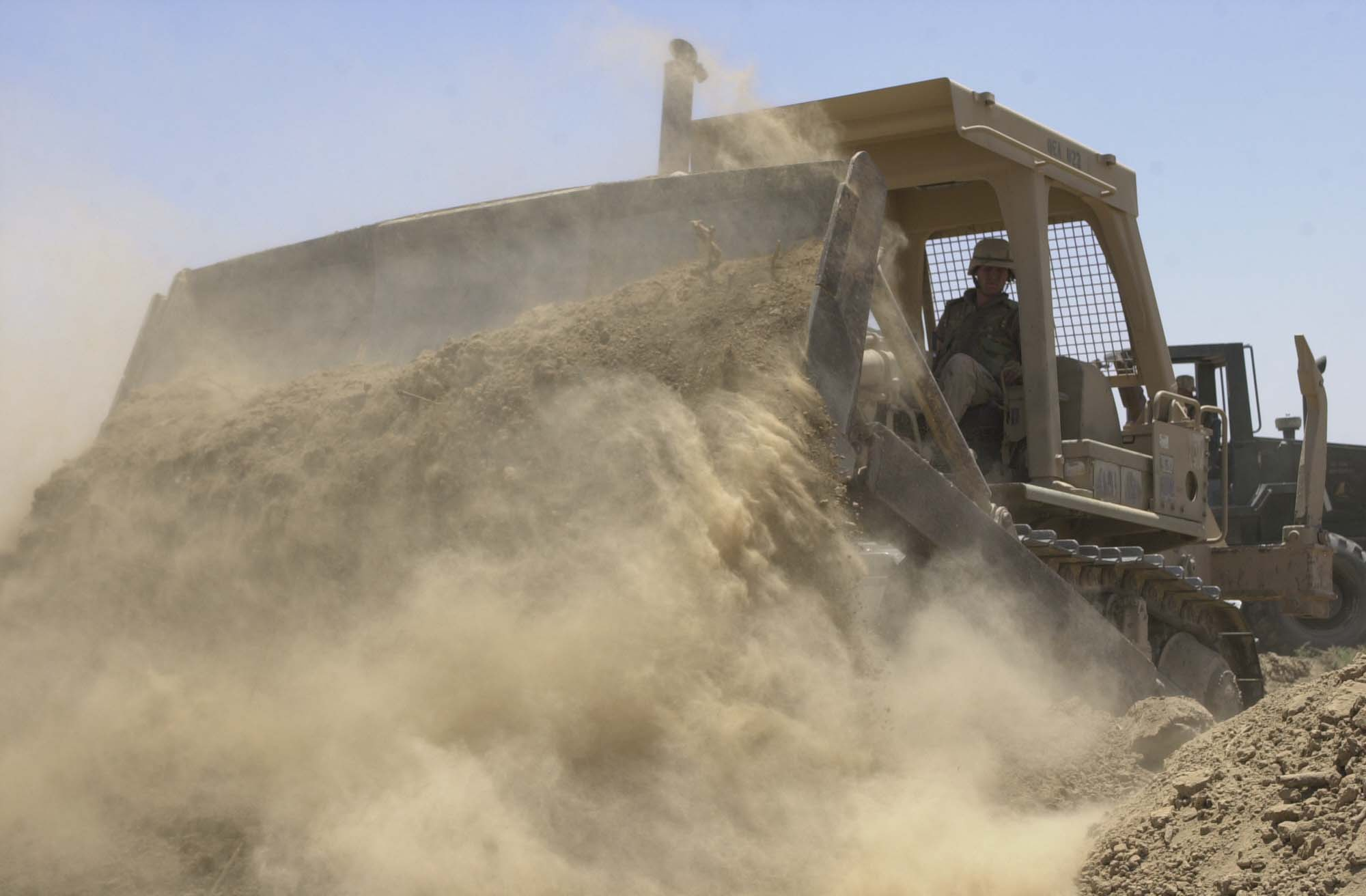

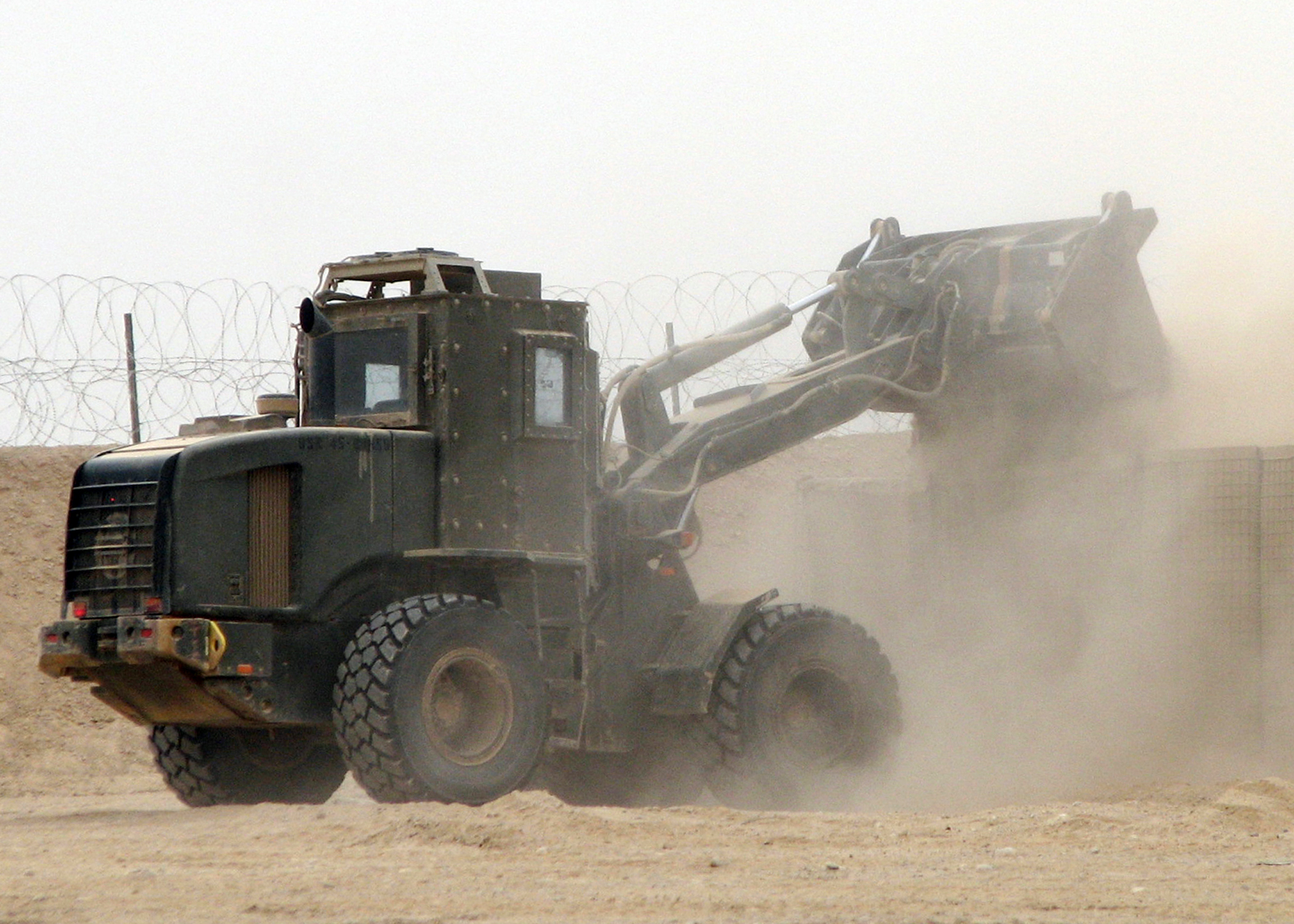

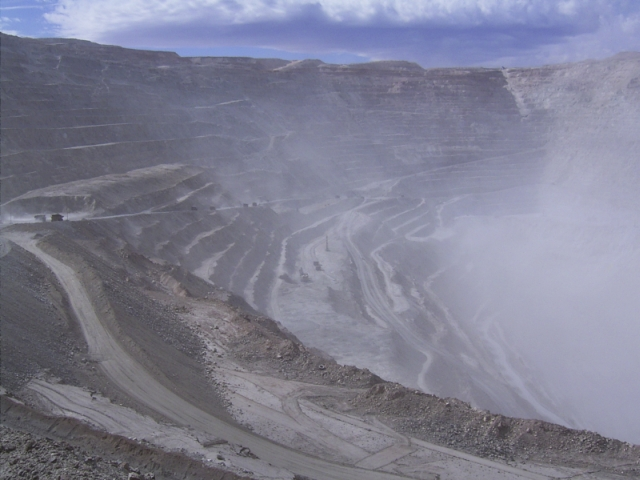
Пил на кар'єрі Чукікамата.

Промисловим пилом називаються дисперсні системи виробничого походження, що складаються з твердих частинок крупністю не більше 0,5 мм і створюють у повітрі стійку завись.